# Eurema porteri
Eurema porteri is een vlinder uit de familie van de witjes (Pieridae). De wetenschappelijke naam van de soort is voor het eerst geldig gepubliceerd in 1929 door D'Almeida.